# Quintette à cordes no 4 K. 516
Pour les articles homonymes, voir Quintette à cordes (homonymie).
Le Quintette à cordes no 4 en sol mineur K. 516 est un quintette pour deux violons, deux altos et violoncelle de Mozart. Achevée le 16 mai 1787, cette œuvre majeure dans la production de musique de chambre de son auteur est, par la tonalité de sol mineur, empreinte d'une angoisse, d'un tourment intérieur qui confinent au tragique.

## Structure
Ce quintette se compose de quatre mouvements :
1. Allegro, en sol mineur, à , 254 mesures, 2 sections répétées 2 fois (mesures 1 à 94, mesures 97 à 231)
2. Menuetto: Allegretto, en sol mineur, trio en sol majeur, à 
, 90 mesures
3. Adagio ma non troppo, en mi bémol majeur, à , 82 mesures, avec sourdines
4. Adagio - Allegro, adagio en sol mineur, à 
 (38 mesures), allegro en sol majeur à 
, 335 mesures

- Durée d'exécution: environ 36 minutes

## Analyse de l'œuvre
Introduction de l'Allegro (violon 1) :
La lecture audio n'est pas prise en charge dans votre navigateur. Vous pouvez télécharger le fichier audio.
Première reprise du Menuetto: Allegretto (violon 1) :
La lecture audio n'est pas prise en charge dans votre navigateur. Vous pouvez télécharger le fichier audio.
Première reprise du Trio (violon 1, alto 1) :
La lecture audio n'est pas prise en charge dans votre navigateur. Vous pouvez télécharger le fichier audio.
Introduction de l'Adagio ma non troppo (violon 1, violon 2 puis violoncelle) :
La lecture audio n'est pas prise en charge dans votre navigateur. Vous pouvez télécharger le fichier audio.
Première reprise de l'Allegro (violon 1) :
La lecture audio n'est pas prise en charge dans votre navigateur. Vous pouvez télécharger le fichier audio.